# Pound cake
Pound cake (brytyjska babka piaskowa) – rodzaj ciasta, które tradycyjnie przygotowuje się z funta każdego z czterech składników: mąki, masła, jajek i cukru. W procesie przygotowania nie używa się żadnych spulchniaczy. Jest to bardzo popularne ciasto w Wielkiej Brytanii.

## Historia
Historia ciasta sięga wczesnego wieku osiemnastego i ma on pochodzić z Europy Północnej. Najstarsze przepisy nie zawierają żadnych dodatkowych składników, pomijając cztery podstawowe elementy. Przepis na pound cake można znaleźć w opublikowanej w 1747 roku książce Hannah Glasse „The Art of Cookery Made Plain and Easy”. Przepis na pound cake został również wymieniony w pierwszej amerykańskiej książce kucharskiej „American Cookery”.
Od połowy XIX wieku do ciasta zaczęto dodawać ciecze, a w przepisach z lat XX rozpoczęto dodawać proszek do pieczenia. Tymczasem proporcje czterech podstawowych składników zostały zmodyfikowane, aby uczynić ciasto lżejszym.

## Odmiany
Istnieje wiele odmian tradycyjnej pound cake, w zależności od kraju i regionu. Różnice polegają na dodawaniu różnych składników (np. porzeczki, kandyzowane skórki cytrusów, czy migdały). W Stanach Zjednoczonych popularną odmianą jest Babka na kwaśnej śmietanie (ang. Sour cream pound cake) gdzie zamiast części masła dodaje się kwaśną śmietanę, co również powoduje, że ciasto jest bardziej wilgotne z przyjemnym kwaskowatym smakiem.

### Sposób amerykański
Tradycyjna amerykańska babka piaskowa zawiera po jednym funcie z mąki, masła, jajek i cukru. Przepis ten jest bardzo popularny w kuchni południowych Stanów Zjednoczonych i często stanowi podstawową potrawę na piknikach i imprezach dobroczynnych. Narodowym Dniem Babki Piaskowej w Stanach Zjednoczonych jest 4 marca.

### Sposób brytyjski
Popularnym w Wielkiej Brytanii ciastem jest Cherry Cake, które jest odmianą Pound Cake. Bardzo podobnym ciastem jest również ciasto biszkoptowe (ang. Sponge cake), które różni się brakiem obecności masła w składnikach, a także oddzielnym ubiciem żółtka i białka jajka.

### Sposób francuski
Babka piaskowa (nazywana quatre-quarts, co oznacza cztery czwarte) jest tradycyjnym i popularnym wypiekiem w jednym z regionów Francji – Bretanii. Nazwa odnosi się do użycia czterech równych porcji jajek, mąki, cukru i masła, w czym wersja ta przypomina oryginalną. Jednak francuski sposób kładzie większy nacisk na równe proporcje, niż na dokładne używanie jednego funta (przykładowo używając 2 jajek, które ważą 100 g, następnie w tym sposobie należy użyć również 100 g mąki, masła i cukru). Dodatkowo we francuskiej wersji białko jaja dodaje się osobno, kiedy to w angielskiej wersji jajko dodaje się w całości.

### Sposób meksykański
W Meksyku, babka piaskowa nosi nazwę panqué. Podstawowy przepis meksykańskiego panqué jest bardzo podobny do amerykańskiego. Najpopularniejsze odmiany to panqué con nueces (babka piaskowa z orzechami włoskimi) i panqué con pasas (babka piaskowa z rodzynkami). Nazwa jest fonetyczną interpretacją (panqué brzmi podobnie do słowa pound).

### Sposób kolumbijski
Ponque jest kolumbijskim odpowiednikiem babki piaskowej. Nazwa ponque brzmi po hiszpańsku podobnie jak nazwa angielska – pound cake. Największą różnicą w sposobie przygotowania jest użycie mąki kukurydzianej, zamiast mąki pszennej. Jest ona zwykle podawana na śniadanie, lub jako przekąska.

### Sposób niemiecki
Niemiecki przepis na Eischwerkuchen (Ei = jajko, schwer = ciężki, każdy składnik odpowiada wadze jednego jajka) jest bardzo podobny do przepisu na tradycyjną babkę piaskową.